# Cmentarz żydowski w Pabianicach
Cmentarz żydowski w Pabianicach – został założony między 1838  a 1847 rokiem i znajduje się u zbiegu obecnych ulic Śniadeckiego i Jana Pawła II.
Otoczony jest murem z płyt betonowych wraz z pozostałościami drutu kolczastego. Na teren cmentarza prowadzą dwie furtki. Kirkut początkowo zajmował obszar 1,7 ha, lecz w roku 1968 został pomniejszony na rzecz obiektów spółdzielni mieszkaniowej, w tym kotłownię wzniesioną pomimo protestów miejscowej społeczności. Powierzchnia cmentarza wynosi 0,85 ha. Obecnie cmentarz stanowi około 650 nagrobków, przeważająco w formie macew z inskrypcjami hebrajskimi oraz płaskorzeźbami. Część z nich ma odnowione polichromie.
Wśród pochowanych są m.in. krewni historyka Maksymiliana Barucha. Znajduje się tu również symboliczny grób rodziny Tośków.
Cmentarz znajduje się pod zarządem Gminy Żydowskiej w Łodzi i został wpisany do rejestru zabytków województwa łódzkiego (nr rej.: A/363 z 18.12.1995).